# Kelly Kline
Kelly Kline (Greensboro, Carolina del Norte; 5 de julio de 1981) es una actriz pornográfica estadounidense. Entró a la industria pornográfica en 2003, aproximadamente a los 22 años. Su primer video fue Strap On Sally 23 para Pleasure Productions, teniendo su primera experiencia sexual con una mujer en esta. Desde entonces ha aparecido en más de 350 películas. También ha dirigido por lo menos dos películas.
Está casada con su compañero y actor porno Richard Raymond, habiendo estelarizado escenas con él en películas como Cytherea is Squirtwoman.

## Premios
- 2005 AVN por Mejor Escena de Mujeres (Video) – La Violación de Audrey Hollander (con Audrey Hollander, Ashley Blue, Tyla Wynn, Brodi & Gia Paloma)[4]
- 2005 XRCO Premio por Mejor Escena Mujer/Mujer – La violación de Audrey Hollander[5]